# 円山インターチェンジ
円山インターチェンジ（えんざんインターチェンジ、繁体字中国語: 圓山交流道）は、台湾の中山高速公路にあるインターチェンジ。松江路に接続していることから、松江インターチェンジ（しょうこうインターチェンジ、繁体字中国語: 松江交流道）とも呼ばれる。台北市中山区に位置する。

## 接続する道路
- 松江路
- 建国高架道路
- 民族東路